# PGEM
N.V. Provinciale Geldersche Electriciteits-Maatschappij (PGEM), later Provinciale Gelderse Energie Maatschappij, was een Gelders nutsbedrijf met als kernactiviteiten de productie, verhandeling en levering van elektriciteit, aardgas en warmte. In 1994 is de PGEM opgegaan in NUON. In 2019 ging de energielevancier verder als: Vattenfall.

## Bedrijfsgeschiedenis
De PGEM is op 24 maart 1915 opgericht als transportbedrijf voor elektriciteit door de provincie Gelderland en de Gelderse gemeenten Apeldoorn, Rheden, Barneveld en Gorssel. De PGEM ontving op 8 mei 1915 haar rijksconcessie voor de aanleg en exploitatie van een elektriciteitsnet. Expliciet uitgezonderd van deze concessie waren de opwekking van elektriciteit en de distributie onder lage spanning. De PGEM kocht elektriciteit in bij de gemeentelijke centrales van Arnhem en Nijmegen en distribueerde deze naar de verschillende gemeenten. Ir. Herman Lohr werd benoemd als directeur. Eind 1915 bezat de PGEM een elektriciteitsnet op een spanningsniveau van 10kV met een totale lengte van ongeveer 125 kilometer.
Van 1923 tot 1992 verscheen tweewekelijks het blad Prelecta (later Prelekta), gemaakt voor en door medewerkers.
Van 1932 tot 1958 gaf de PGEM een maandelijks voorlichtingsorgaan uit onder de titel De Schakel.

### Laagspanningsnetten in heel Gelderland
In lijn met het gedachtegoed van Herman Lohr werd in 1922 door de Provinciale Staten van Gelderland besloten om ook de aanleg en exploitatie van laagspanningsnetten in nog niet geëlektrificeerde gemeenten toe te kennen aan de PGEM. Later zouden de laagspanningsnetten van andere gemeenten volgen, met uitzondering van Arnhem, Nijmegen en Zutphen. Hiermee bestreek de PGEM vrijwel de volledige provincie. Op 7 november 1923 werd de rijksconcessie uitgebreid met het recht op het opwekken van elektriciteit.

### Uitbreiding 1921 - 1940

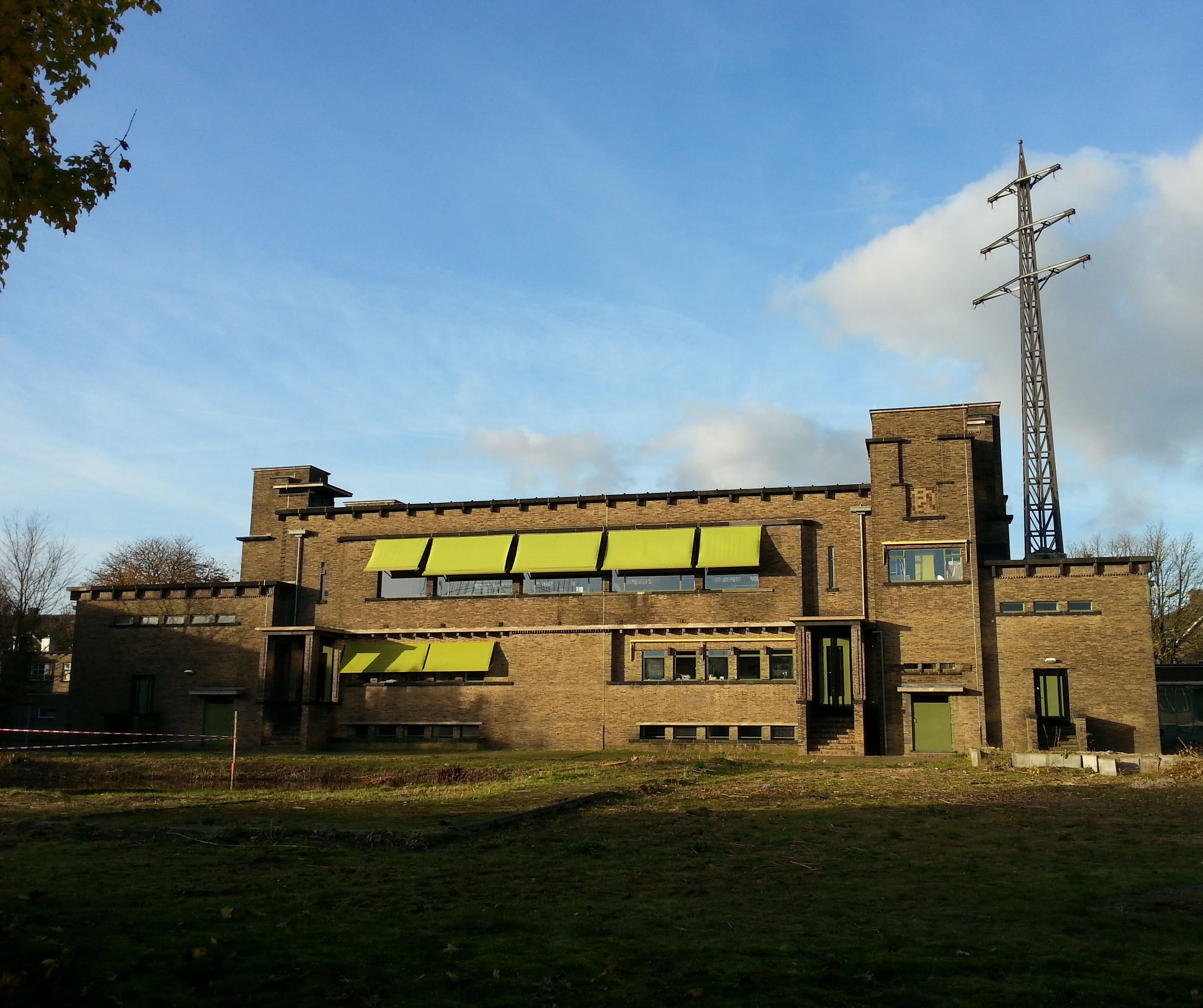
Bedieningsgebouw van PGEM onderstation Arnhem bouwjaren 1927-1929.

Van 1921 tot 1931 onderging de Nijmeegse centrale een viertal uitbreidingen tot een totaal vermogen van 92 MW om te voorzien in de toenemende elektriciteitsbehoefte. Latere uitbreiding vond plaats door middel van de Centrale Gelderland in Nijmegen die in 1936 geopend werd met vier eenheden van 25 MW. Om verliezen te reduceren werd in 1924 de eerste hoogspanningslijn van 50 kV tussen Lent en Apeldoorn aangelegd. In 1940 werd Herman Lohr opgevolgd door ir. Jan Jacob Fels.

### Herstel schade Tweede Wereldoorlog
Ten tijde van de Tweede Wereldoorlog werden veel van de bovengrondse netten beschadigd of vernietigd. Het ondergrondse 10 kV-kabelnet overleefde grotendeels de oorlog. De elektriciteitsvoorziening werd tevens gehinderd door het gebrek aan kolen en het opeisen van koper door de bezetters. Na de oorlog werd het vooroorlogse plan voor een landelijk koppelnet verwezenlijkt. In 1949 werd hiertoe de N.V. Samenwerkende Elektriciteits-Productie-bedrijven opgericht. De bestaande netten werden uitgebreid en verzwaard en er werd een 150kV-net aangelegd voor het koppelnet. In 1954 werd de Gelderland II centrale samen met een 150kV-onderstation opgeleverd met een capaciteit van 110 MW.

### Nieuwe centrales

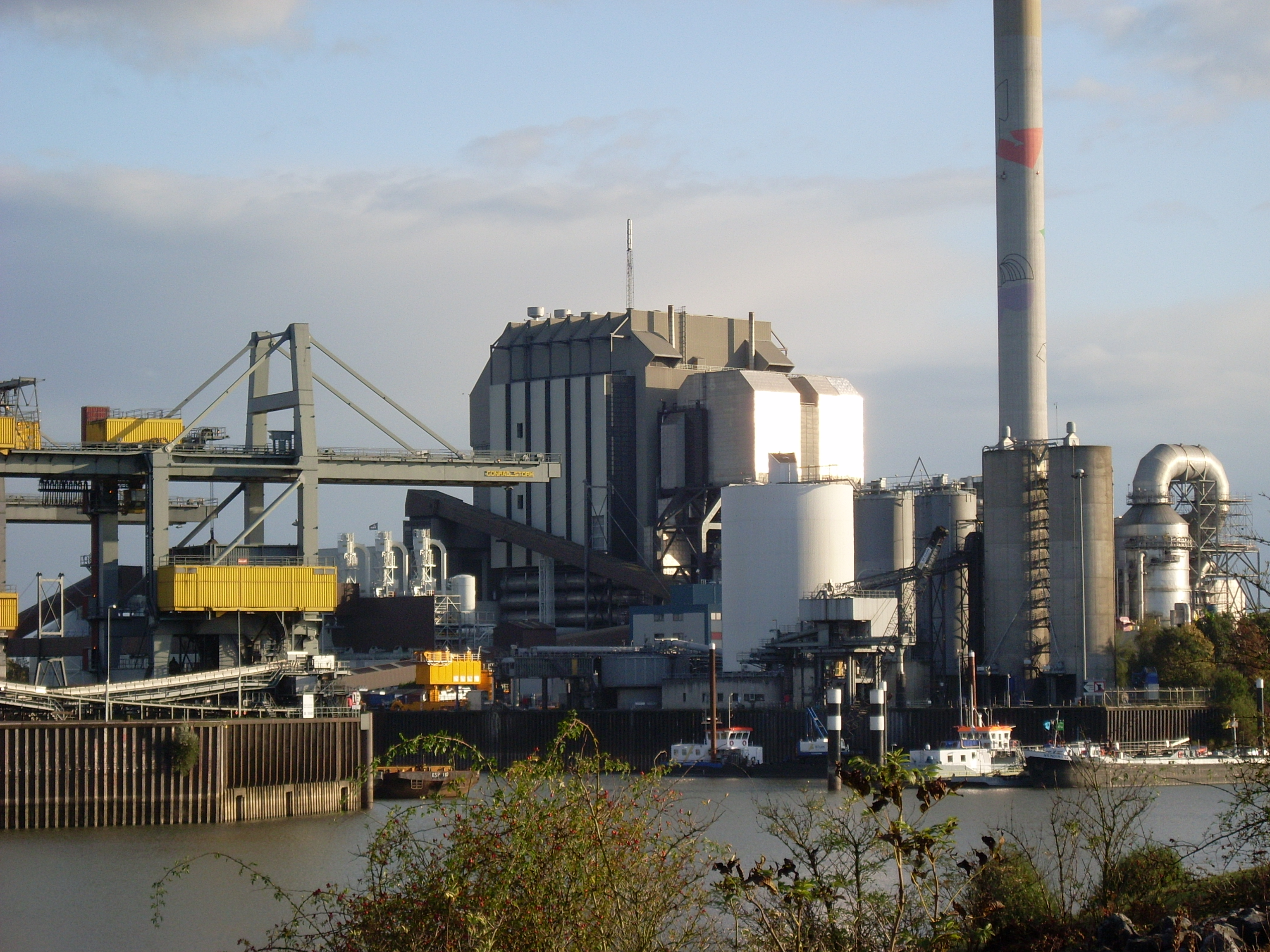
Elektriciteitscentrale Gelderland, Nijmegen

In 1961 werd het voorzieningsgebied van vier districten opnieuw ingedeeld in zes districten met Harderwijk en Nijmegen als de nieuwe centra. Om aan de toenemende vraag naar elektriciteit in de jaren 60 tegemoet te kunnen komen, werden nieuwe transformatorhuisjes steeds verder gestandaardiseerd. In 1963 werd de centrale Gelderland Zuid opgeleverd als uitbreiding van de Gelderland Centrale en op 24 juli 1968 werd de Flevocentrale opgeleverd. De Kerncentrale Dodewaard, opgeleverd in 1969, droeg ook bij aan de productiecapaciteit in het PGEM-gebied, hoewel deze centrale in beheer is van de NV Gemeenschappelijke Kernenergiecentrale Nederland (GKN).
In 1988 werd door de PGEM de waterkrachtcentrale Maurik in werking gesteld.

## Hoofdkantoor Arnhem

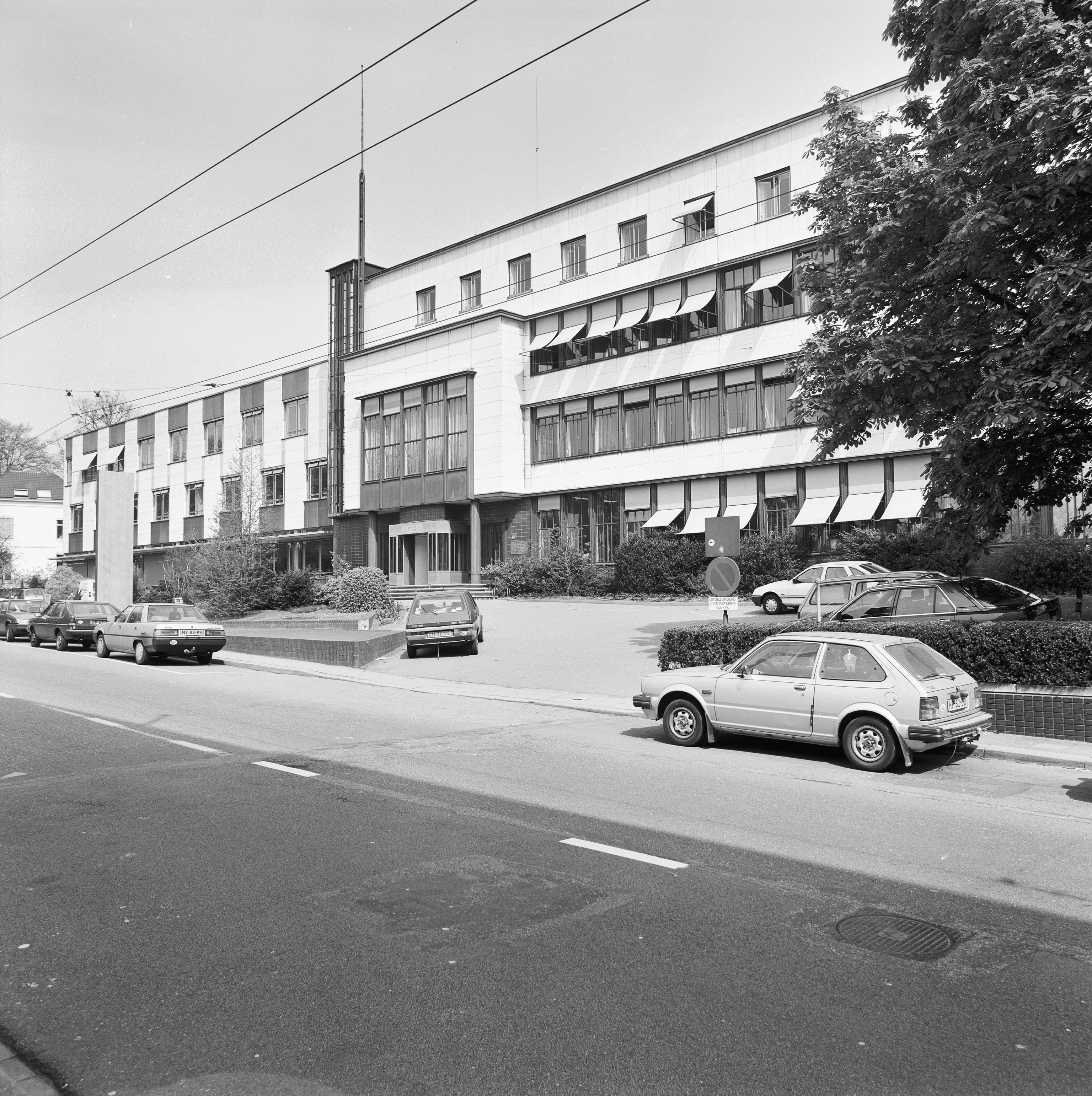
Gebouw Bellevue aan de Utrechtseweg in Arnhem (1938-1989). Aan de linkerzijde is de aanbouw uit 1972 zichtbaar.

Sinds 1938 was het hoofdkantoor van de PGEM gevestigd in het gebouw Bellevue aan de Utrechtseweg, ontworpen door architect J.H. Oosterhuis. In de periode voor 1938 huisde de PGEM in een aantal kantoren gelegen aan de overzijde (Rijnzijde) van de Utrechtseweg, waaronder het monumentale Kraton gebouw (aangekocht door PGEM in 1918).
Het gebouw Bellevue en gebouw Kraton waren verbonden door een tunnel onder de Utrechtseweg.
Onder een kantoor aan de Rijnzijde (ten oosten van Kraton) was in een speciale bunker het 24 uur per dag bemande distributiecentrum aanwezig, plus de PGEM telecomcentrale. Hier vandaan konden alle hoogspanningsnetten en onderstations in Gelderland via het eigen telefoonnet worden aan- en afgeschakeld.
In 1972 werd het gebouw Bellevue uitgebreid met een westvleugel. In 1989 viel het doek en werd het gehele gebouw gesloopt voor nieuwbouw van eerst de PGEM, vanaf 1994 NUON en later Liander.

## Bedrijfsstructuur
De PGEM is een van de moederbedrijven van N.V. EPON.